# Ingrid Künzel
Pour les articles homonymes, voir Künzel.
Ingrid Künzel (née 17 septembre 1937 à Darmstadt en Hesse) est une nageuse allemande. Elle participe à deux évènements lors des Jeux olympiques de 1956 et y représente l'Équipe unifiée d'Allemagne.

## Jeux olympiques
- Jeux olympiques d'été de 1956 à Melbourne 
  - 14e au 400 mètres nage libre.
  - 4e au relais 4 x 100 mètres nage libre.